# La Chanson de l'éléphant (film, 1994)
Cet article concerne le film de Gô Rijû. Pour le film de Charles Binamé, voir La Chanson de l'éléphant.
Pour plus de détails, voir Fiche technique et Distribution.
La Chanson de l'éléphant (エレファント・ソング, Elephant Song) est un moyen métrage japonais réalisé par Gō Rijū (en) sorti en 1994.

## Synopsis
Kanako, une jeune femme, travaille comme serveuse dans un restaurant à café, et se lie d'amitié avec Shimotsuki, un vieux fidèle client. Le vieux bonhomme commence déjà à parler de sa mort qu'il sent venir. Avant sa mort, il lui demande de l'enterrer au milieu de la nature, dont il est un grand amoureux.

## Fiche technique
- Titre original : エレファント・ソング (Elephant Song?)
- Titre français : La Chanson de l'éléphant
- Réalisation : Gō Rijū (en)
- Scénario : Gō Rijū et Osamu Terajima
- Directeur de la photographie : Kazuhiko Ogura
- Sociétés de production : Wowow Production Company, Japan Satellite Broadcasting Inc
- Pays d'origine :  Japon
- Langue originale : Japonais
- Genre : drame
- Durée : 60 minutes[1]
- Date de sortie :
  - Japon : 15 octobre 1994[1]

## Distribution
- Miyuki Matsuda : Kanako
- Yuki Takamura : Susumu, le fils de Kanako
- Susumu Terajima : Yoshiki
- Seiichiro Shimotsuki : Noboru
- Morio Agata : le propriétaire
- Hiromi Kuronuma : le client